# Adhémar de Beynac
Adhémar de Beynac, ou Adémar de Bénac, est un seigneur français né vers 1120, dans le Périgord noir et mort en 1194, peut-être en son château de Beynac.
Adhémar de Beynac, accompagne le roi Louis le Jeune, qui est aussi duc d’Aquitaine, à la seconde croisade, entre 1145 et 1167. Il a ses armes au Musée de Versailles, dans la première des salles des croisades.

## Sa famille

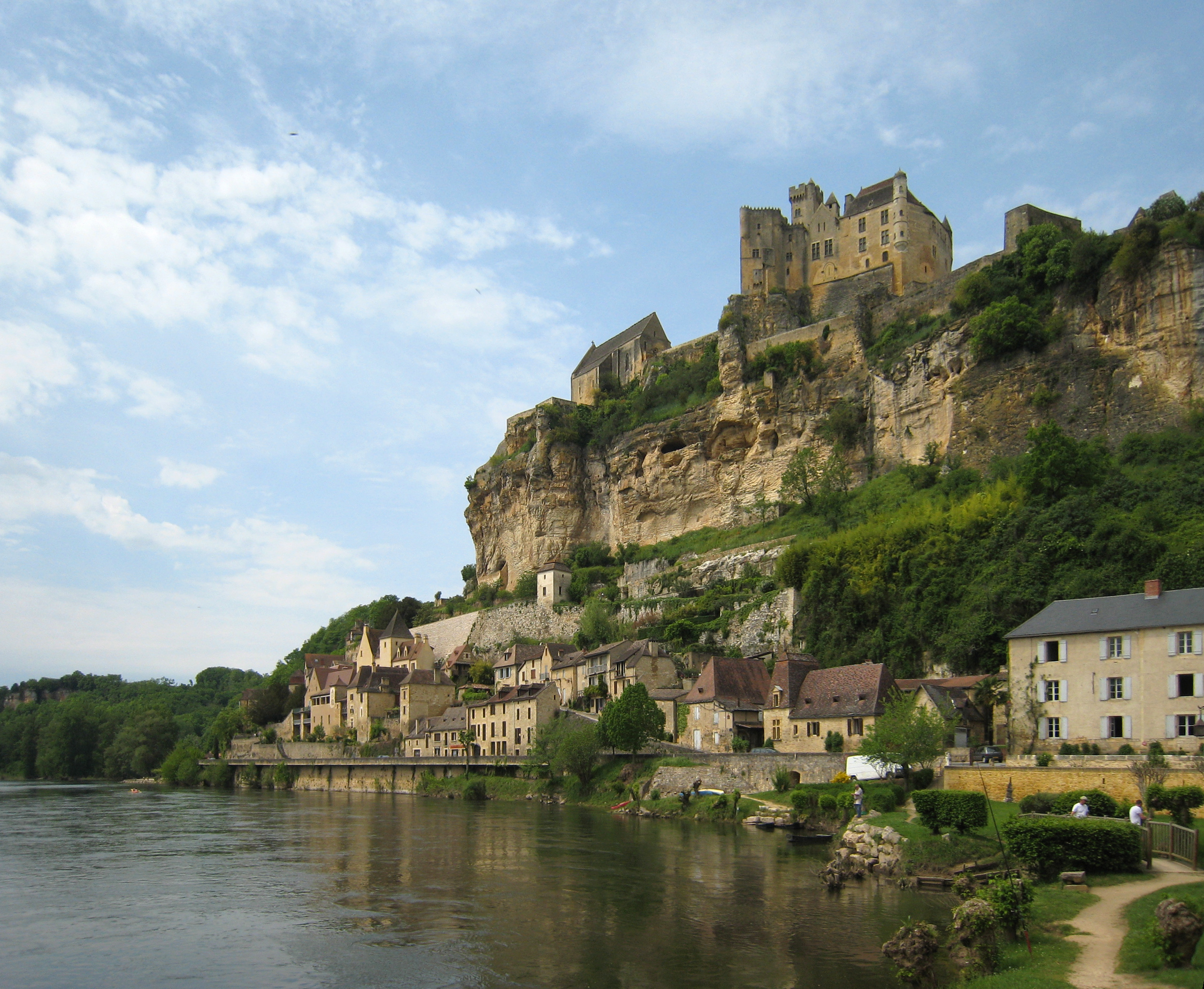
Le château de Beynac.

Beynac (qu'on trouve aussi écrit Baynac, ou Bainac), ancienne et illustre maison du Périgord noir, qui tire son nom et son origine du château de Beynac, situé au sommet d'un rocher escarpé, au pied duquel coule la rivière de Dordogne.
Le seigneur de Beynac prend le titre de premier baron du Périgord, concurremment avec les barons de Bourdeille, de Biron et de Mareuil, chacun d'eux se disputant la préséance et se disant le premier.
Cette maison est illustre et puissante dès les temps les plus reculés. Elle prouve une filiation non interrompue, depuis Mainard de Beynac, qui fait, avec Alpaïs, sa femme, fille de Pons, seigneur de Gourdon, plusieurs donations, l'an 1115, à Robert d'Arbrissel, fondateur de la célèbre abbaye de Fontevraud ; et en 1116, à Géraud de Salles, fondateur de celle de Cadouin. Le nombre et l'importance des objets donnés, donnent une haute idée de l'opulence et de la puissance du donateur. Mainard de Beynac a de son mariage trois fils.

## Biographie

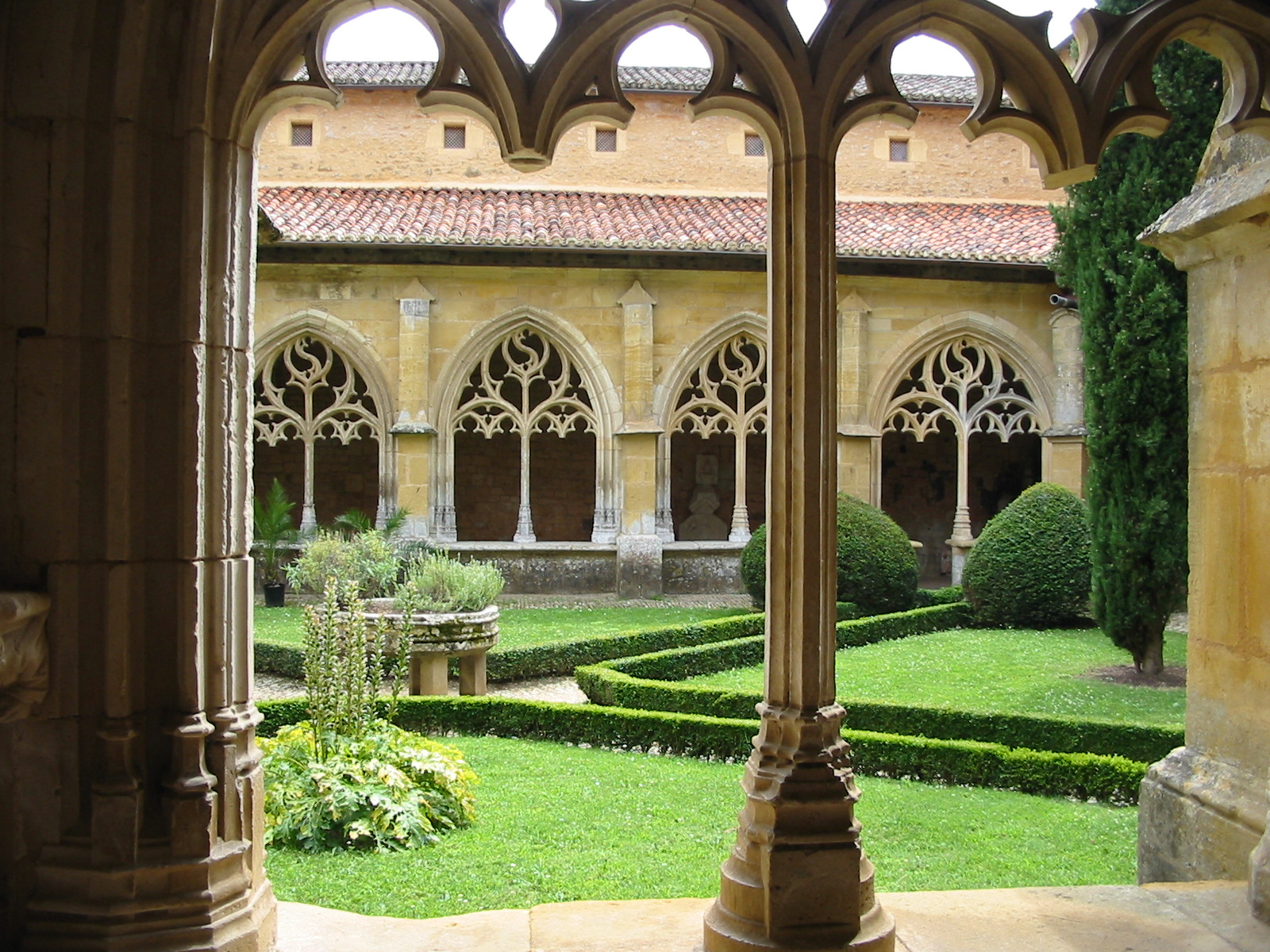
Cloître de l'abbaye de Cadoin.

Adhémar de Beynac, est l'aîné de ses fils. Chevalier, il se croise pour la Terre-Sainte l'an 1147. Pour fournir aux frais de ce voyage, il vend à l'abbé de Cadouin, les terres qu'il a à Auriole, « pour le prix de douze cents sols, monnaie de Cahors, et cent sols, monnaie de Périgord ». Il rend, avant de partir, une ordonnance, de l'avis de ses chevaliers, par laquelle il condamne à être « pendu quiconque ferait quelque invasion sur les propriétés de l'abbaye de Cadoin ». Il déclare de plus, que si un de ses chevaliers, ou leurs fils, demeurant en la châtellenie de Bigaroque, exercent sur les chemins, des violences contre les religieux de cette abbaye, « ils lui paieraient une amende de cinq sels pour quatre écus, et de double à l'abbaye, sous peine d'avoir une oreille coupée ».

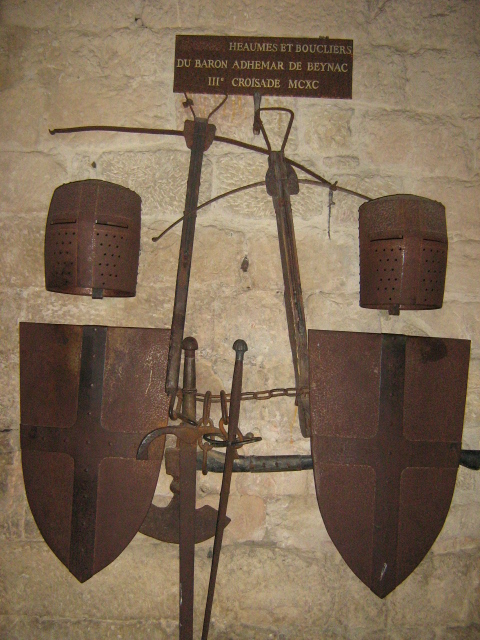
Heaumes et boucliers du baron Adhémar de Beynac.

Adhémar de Beynac ne semble pas être resté en Terre Sainte jusqu'en 1188, comme son frère. Guillaume de Cugnac, IIe du nom, chevalier, en 1167 est témoin, avec Adémar de Beynac, des dons faits à l'abbaye de Cadoin par Guillaume et Aimeric de Biron, frères, du consentement d'Aibolène leur mère. Il assiste, le même jour, à la donation que fait Adhémar de Beynac à cette abbaye. Il vit encore en 1189. Marsebilie, sa femme, est sœur de Rudel, comte de Périgord. À son retour des croisades, le premier baron de Beynac, son père, étant décédé, c'est Adhémar de Beynac qui prend le château en main.

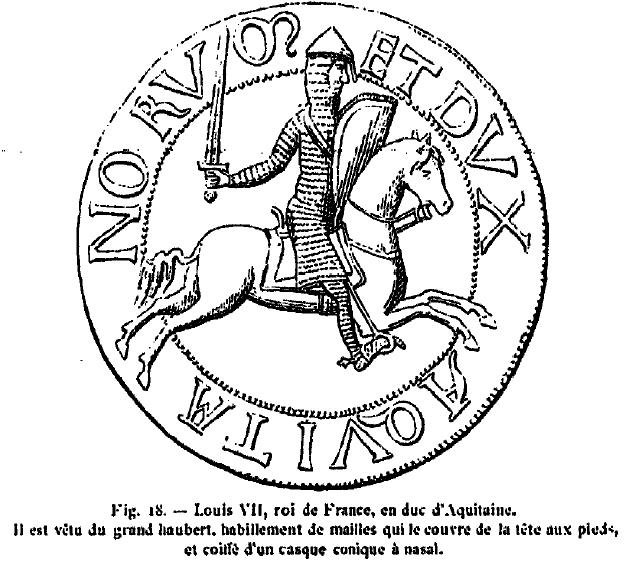
Les deux frères accompagnent le roi Louis le Jeune, qui est aussi duc d’Aquitaine, à la croisade.

En 1194, de retour de captivité après dix ans d'absence, le roi Richard Cœur de Lion constate qu'en Aquitaine, grâce à la vigilance d'un de ses plus fidèle compagnons, Mercadier, ses châteaux et territoires ont conservé leur intégrité. Afin de remercier Mercadier de sa fidélité, Richard lui offre le château de Beynac dont il s'empare de manière autoritaire après la mort de son propriétaire, Adhémar de Beynac, qui ne laisse derrière lui aucun héritier direct. Le présent profitera cependant très peu à Mercadier, qui sera assassiné à Bordeaux en 1200. Les neveux d'Adhémar de Beynac pourront alors récupérer le château, qui continuera d'appartenir à cette famille jusqu'au XVIIIe siècle.
Adhémar a servi en partie de modèle pour le personnage de Bos de Bénac, héros de plusieurs légendes à peu près similaires sur le fond, qui ont cours en Bigorre, dans les Landes et le Périgord.
Son frère, Pons de Beynac, Ier du nom, baron de Beynac, chevalier, accompagne lui aussi le roi Louis le Jeune, à la croisade de 1147 et fait, avant son départ, et après son retour, diverses donations à l'abbaye de Cadouin. Il a de Gaillarde, sa femme, plusieurs enfants.